# Kapliczka w Czerwięcicach
Kapliczka w Czerwięcicach – kaplica z XVIII wieku, znajdująca się przy ul. Głównej w Czerwięcicach w województwie śląskim.
Jest to budowla murowana z cegły, na planie kwadratu, tynkowana, przykryta namiotowym dachem pokrytym papą, który zwieńczony jest latarnią z baniastym hełmem podbitym gontem. Wewnątrz kaplicy znajduje się barokowy ołtarz pochodzący z XVII wieku z ludowym obrazem Matki Boskiej Częstochowskiej z XIX wieku. Oprócz tego w kaplicy jest umieszczony ludowy obraz św. Rodziny z I połowy XIX wieku oraz ludowy procesyjny krucyfiks. Przy kapliczce znajduje się kamienny krzyż z 1720 roku.